# Chiesa di Santa Brigida (Santa Brigida)
La chiesa di Santa Brigida è la parrocchiale di Santa Brigida, in provincia e diocesi di Bergamo; fa parte del vicariato di Branzi-Santa Brigida-San Martino oltre la Goggia.

## Storia
Al principio del XIII secolo la primitiva chiesa di Santa Brigida risultava essere sede di una cappellania curata dipendente dalla pieve di Valsassina.
Il 13 novembre 1786, papa Pio VI autorizzò il passaggio della chiesa dall'arcidiocesi di Milano alla diocesi di Bergamo; tale disposizione divenne effettiva nel 1787.
All'inizio del XX secolo l'antica chiesetta non era più sufficiente a soddisfare le esigenze dei fedeli e si decise così di costruirne una nuova in posizione più baricentrica rispetto alle varie borgate che formano il paese. Il progetto venne affidato a Luigi Angelini e la prima pietra della costruenda chiesa fu posta nel 1919; l'edificio, decorato nel 1924 da Luigi e Romualdo Locatelli, venne consacrato dal vescovo di Bergamo Luigi Maria Marelli il 7 febbraio 1925.
Il campanile fu eretto nel 1933, anch'esso su progetto dell'Angelini.
Nel 1947 venne consacrato dal vescovo Adriano Bernareggi l'altare maggiore e nella seconda metà del secolo la struttura fu oggetto di importanti lavori di ristrutturazione, in particolare quelli iniziati nel 1985 e terminati i quali la chiesa venne riconsacrata il 30 settembre 2000
Nel frattempo, il 28 giugno 1971 il vicariato di Santa Brigida, a capo del quale vi era questa chiesa, era stato soppresso ed aggregato alla neo-costituita zona pastorale IV; il 27 maggio 1979, con la nuova riorganizzazione territoriale della diocesi, la chiesa era entrata a far parte del vicariato di Branzi-Santa Brigida-San Martino oltre la Goggia.

## Descrizione

### Facciata
La facciata della chiesa, che non è intonacata, è scandita da quattro parate che la tripartiscono; nel settore centrale, sopra il portale d'ingresso caratterizzato da un protiro, si aprono tre finestre; sopra il tetto, invece, vi sono dei pinnacoletti.

### Interno
L'interno è ad un'unica navata, che si compone di cinque campate suddivise da delle lesene dotate di capitelli d'ordine dorico sovrastati dalla trabeazione, sopra la quale s'imposta la volta; al termine dell'aula vi è il presbiterio, che è sopraelevato di quattro scalini.
Opere di pregio qui conservate sono l'ancona in legno dell'altare maggiore, la quale è caratterizzata dalle statue di San Gottardo, di Santa Brigida, del Redentore, dell'Ecce Homo e di Dio circondato dagli angeli, il pulpito, costruito sul finire del XVII secolo da Francesco Civati, l'organo, opera del 1858 di Adeodato Bossi, e il seggio presbiterale, realizzato da Giuseppe Regazzoni del 1938.